# Circocephalus
Circocephalus is een geslacht van rechtvleugeligen uit de familie veldsprinkhanen (Acrididae). De wetenschappelijke naam van dit geslacht is voor het eerst geldig gepubliceerd in 1928 door Willemse.

## Soorten
Het geslacht Circocephalus omvat de volgende soorten:
- Circocephalus indica Bhowmik & Halder, 1982
- Circocephalus maculatus Zheng, 1985
- Circocephalus microptera Haan, 1842